# Convoy
Convoy é uma vila localizada no estado norte-americano de Ohio, no Condado de Van Wert.

## Demografia
Segundo o censo norte-americano de 2000, a sua população era de 1110 habitantes.
Em 2006, foi estimada uma população de 1075, um decréscimo de 35 (-3.2%).

## Geografia
De acordo com o United States Census Bureau tem uma área de
1,4 km², dos quais 1,4 km² cobertos por terra e 0,0 km² cobertos por água. Convoy localiza-se a aproximadamente 236 m acima do nível do mar.

## Localidades na vizinhança
O diagrama seguinte representa as localidades num raio de 16 km ao redor de Convoy.